# Sindbad
Sindbad Sp. z o.o. — польська автотранспортна компанія зі штаб-квартирою в Ополе, що здійснює міжміські та міжнародні пасажирські автоперевезення. Мережа компанії об'єднує автобусних перевізників, що працюють під власними марками.

## Історія

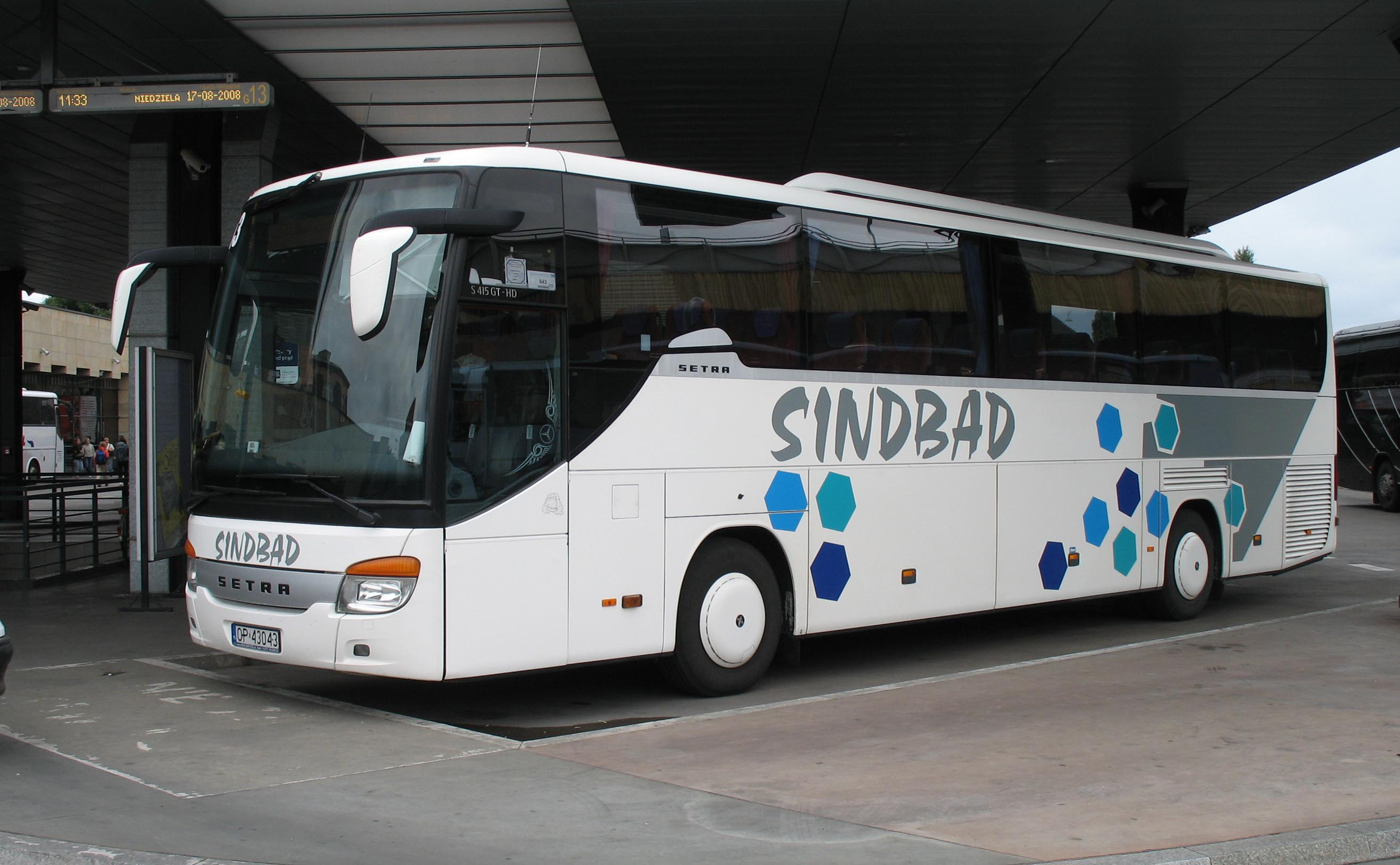
Автобус компанії на автовокзалі Кракова.

Компанія заснована у 1983 році як «Prywatne Biuro Podróży Sindbad» — приватне туристичне бюро з організації автобусних турів.. З 2004 року — загальнопольська платформа автоперевезень, яка об'єднала автобусних перевізників, що працюють під самостійними марками.. У 2009 році реорганізована в «Sindbad Sp. z o.o.». У 2016 році компанія стала партнером «Eurobus», внаслідок чого здійснено ребрендинг на «Sindbad Eurobus». З 2018 року — партнер «Eurolines» у Польщі.

## Загальні відомості
Платформа «Sindbad» об'єднує такі компанії: «Sindbad» (Ополе), «Albatros» (Перемишль), «RIVIERA» (Ополе), «TURING» «Софія», «East West Eurolines» (Львів), «Orland» (Жендовіце), «Turysta» (Валбжих), (Becker Reisen), «AGAT таz Sołtysik Reisen».
Під маркою «Sindbad Eurobus» компанія здійснює перевезення у 28 європейських країнах з понад 200 міст Польщі до понад 500 міст Європи. До чинної мережі сполучень з Польщі входять такі країни: Німеччина, Австрія, Бельгія, Франція, Монако, Іспанія, Нідерланди, Люксембург, Велика Британія, Данія, Швеція, Норвегія, Швейцарія, Чехія, Словаччина, Угорщина, Болгарія, Словенія, Україна, Білорусь, Італія, Литва, Латвія, Естонія, Хорватія, Ірландія, Греція та Андорра.